# 謝紘
謝紘（1504年—？），字天章，號雲門，浙江紹興府會稽縣人，民籍，明朝政治人物。

## 生平
嘉靖七年（1528年）戊子科浙江鄉試第二名舉人。嘉靖八年（1529年）聯捷己丑科會試第五十二名，登第二甲第十八名進士。授主事，歷官郎中！出为北直隶知府，調廣西平樂府，曾官福建漳州府同知。

## 家族
曾祖謝旭，曾任教諭；祖父謝會，曾任貢士；父謝殷，曾任監生。母沈氏。